# Cultuur van de armoede
Cultuur van de armoede is een theorie die stelt dat kansarme groepen hun problemen overdragen op de volgende generatie die daarmee geen perspectief hebben op verbetering van de sociale positie. Door deze vorm van sociale reproductie wordt armoede structureel wat tot gettovorming kan leiden. De conjunctuur zou hierbij weinig invloed uitoefenen op de arbeidsparticipatie die structureel laag ligt, net als de algemene participatie aan de samenleving.
De theorie is afkomstig van antropoloog Oscar Lewis die stelde dat langdurige armoede leidt tot aanpassing aan de omstandigheden door eigen waarden, normen en instituties te ontwikkelen. Deze zouden ook niet direct verdwijnen als het economisch beter gaat met deze groep.
Er is de nodige kritiek op deze theorie, omdat deze te weinig oog zou hebben voor de werkelijke oorzaken van armoede.